# The Sunday Graphic
The Sunday Graphic è un tabloid settimanale britannico apparso dal 1915 al 1960 con sede in Fleet Street, Londra.

## Storia
Creato nel 1915 con il titolo Sunday Herald, fu in seguito ribattezzato Illustrated Sunday Herald. Nel 1927 prese il nome di Sunday Graphic, divenendo concorrente del quotidiano illustrato The Graphic. Nel 1931 si fuse con il Sunday News. Ha cessato di apparire il 4 dicembre 1960, quando è stato assorbito dal The Sunday Times.. Aveva una tiratura di circa un milione di lettori.

## Redattori
Ecco i successivi editori di Sunday Graphic.
- 1926: T. Hill
- 1931: Alan Sinclair
- 1935: Reginald Simpson
- 1947: il signor Watts
- 1947: N. Hamilton
- 1948: Iain Lang
- 1949: AJ Josey
- 1950: Barry Horniblow
- 1952: Philip Brownrigg
- 1953: Mike Randall
- 1953: Gordon McKenzie
- 1958: Allan Hall
- 1959: Robert Anderson
- 1960: Andrew Ewart